# إدارة الضمان
استخدمت الضمانات لمئات السنين لتوفير الحماية من إمكانية عجز الطرف الآخر عن السداد في تجارة ما. بدأت إدارة الضمان في 1980، حين أخذت مؤسستا «بانكرز ترست» و«سالومون برازرز» الماليتان ضمانات ضد التعرض لمخاطر الائتمان. لم تكن هناك معايير قانونية، وكانت تُجرى معظم العمليات الحسابية يدويًا على جداول البيانات. وأصبح انتشار تعرض المشتقات المالية على نطاق واسع في أوائل التسعينات. وبدأ التوحيد القياسي في عام 1994 عن طريق أول وثيقة من الرابطة الدولية للمبادلات والمشتقات المالية.
في القطاع المصرفي الحديث، تستخدم معظم الضمانات في عمليات التداول خارج البورصة. لكن إدارة الضمانات تطورت بسرعة في السنوات الخمس عشرة أو العشرين الأخيرة مع الاستخدام المتزايد للتكنولوجيات الحديثة، والضغوط التنافسية في صناعة التمويل المؤسسي، وخطر تخلف الجهة المقابلة المتصاعد نتيجة الاستخدام الواسع للمشتقات المالية، وتحويل الأصول إلى أوراق مالية، والروافع المالية. نتيجة لذلك، أصبحت إدارة الضمانات الآن عملية بالغة التعقيد ذات وظائف مترابطة تشمل عدة أطراف. منذ عام 2014، ظلت صناديق المعاشات الضخمة وصناديق الثروة السيادية، التي تحتفظ عادة بمستويات عالية من الأوراق المالية مرتفعة الجودة الائتمانية، تنظر في فرص مثل تحويل الضمانات للحصول على الرسوم.

## أساسيات الضمان

### ما هو الضمان ولماذا يُستخدم؟
يتطلب اقتراض الأموال في كثير من الأحيان تعيين ضمانات من جانب متلقي القرض. والضمانات قانونيًا ملكية قيمتها متاحة، يتعهد بها المتلقي كضمان على قيمة القرض.
السبب الرئيسي في الحصول على الضمان هو تقليل مخاطر الائتمان، وخاصة أثناء فترة التخلف عن سداد الديون، وتعثرات العملة، وفشل المحافظ الوقائية. ولكن هناك العديد من الدوافع الأخرى التي تجعل الأطراف تأخذ الضمانات من بعضها البعض:
- الحد من خطر الخسارة من أجل القيام بالمزيد من الأعمال التجارية فيما بينها عندما تكون حدود الائتمان تحت ضغط ما.
- إمكانية تحقيق مدخرات مالية منتظمة عن طريق تحويل الأصول المؤهلة، أو رهن الممتلكات الملائمة.
- تحسين فرص الوصول إلى سيولة السوق من خلال الضمانات الإضافية للمشتقات بين البنوك.
- عرض تسعير لمخاطر الائتمان.
- تحسين الوصول للسيولة السوقية عن طريق إضفاء ضمانات على مخاطر العقود الاشتقاقية بين المصارف.[5]
- الانفتاح على شراكات أجنبية.
- إمكانية القيام بأعمال تجارية غير مألوفة.

هذه الدوافع مترابطة، لكن الدافع الأكبر لاستخدام الضمانات هو الرغبة في الحماية من مخاطر الائتمان. لا يتاجر العديد من البنوك مع الأطراف الأخرى دون ضمانات ملائمة، وهذا هو الحال عادة مع المحافظ الوقائية.

## أنواع الضمانات
هناك مجموعة واسعة من الضمانات الممكنة المستخدمة لضمان المخاطر الائتمانية متفاوتة الدرجة. وتستخدم الأطراف المعنية الأنواع التالية من الضمانات:
- النقد
- السندات المالية الحكومية (الالتزامات المباشرة في أغلب الأحيان لبلدان مجموعة العشرة: ألمانيا، إيطاليا، بلجيكا، سويسرا، السويد، فرنسا، كندا، المملكة المتحدة، اليابان، هولندا، الولايات المتحدة الأمريكية)
- القروض العقارية.
- سندات الشركات/ الأوراق التجارية.
- خطابات الاعتماد/ الكفالات.
- الأسهم[7]
- الأوراق المالية للوكالات الحكومية.
- السندات المغطاة.
- العقارات.
- المعادن والبضائع.

وأكثر أشكال الضمانات شيوعًا هو النقد والسندات المالية الحكومية. ووفقًا للرابطة الدولية للمبادلات والمشتقات المالية فإن النقد يمثل نحو 82% من الضمانات الواردة و83% من الضمانات المقدمة في عام 2009، وهو ما يتفق إلى حد كبير مع نتائج العام الماضي. الحكومة
وتشكل الأوراق المالية الحكومية أقل من 10% من الضمانات الواردة، و14% من الضمانات المقدمة هذا العام، وهو ما يتفق مرة أخرى مع نهاية عام 2008. أما الأشكال الأخرى من الضمانات فإنها تستخدم بشكل أقل تواترًا.

## ما هي إدارة الضمانات؟

### فكرة إدارة الضمانات
لفترة طويلة كان تقديم الضمانات مقابل قرض جزءًا من عملية الإقراض بين الشركات. ومع سعي المزيد من المؤسسات إلى الحصول على الائتمان، فضلًا عن إدخال أشكال أحدث من التكنولوجيا، فقد تزايد نطاق إدارة الضمانات. وقد أدت المخاطر المتزايدة في ميدان التمويل إلى زيادة مسؤولية المقترضين، والهدف من إدارة الضمانات هو التأكد من أن المخاطر منخفضة قدر الإمكان بالنسبة للأطراف المعنية.
إدارة الضمان هي طريقة منح الضمانات والتحقق منها وتقديم الاستشارات بشأن معاملات الضمان من أجل تقليل مخاطر الائتمان في المعاملات المالية غير المضمونة. الفكرة الأساسية لإدارة الضمان بسيطة للغاية، فالمبلغ النقدي أو الأوراق المالية تُمرر من طرف مقابل إلى آخر كضمان لمخاطر الائتمان. في عملية مقايضة بين الطرفين أ وب، يحقق الطرف أ ربحًا من القيمة حسب السوق، في حين أن الطرف ب يحقق خسارة بالمقابل. يقدم الطرف ب بعد ذلك صورةً من صور الضمان للطرف أ للتخفيف من الخطر الائتماني الناشئ نتيجة للقيمة حسب السوق الإيجابية. يُتفق على شكل الضمان قبل سريان العقد، واتفاقات الضمان غالبًا ما تكون ثنائية. يجب إعادة الضمان أو نشره في الاتجاه المعاكس عند انخفاض الخطر الائتماني في حالة وجود قيمة إيجابية حسب السوق، وتدعو المؤسسة إلى تقديم ضمانات وفي حالة وجود قيمة سلبية حسب السوق، يجب عليهم تقديم ضمان إضافي.
إدارة الضمان لها العديد من الوظائف المختلفة. ومن بين هذه الوظائف تعزيز الائتمان، إذ يستطيع المقترض الحصول على معدلات اقتراض أكثر يُسرًا. وتشمل العديد من حالات إدارة الضمانات جوانب مخاطر الحافظة وإدارة المخاطر وكفاية رأس المال والامتثال التنظيمي وإدارة المخاطر التشغيلية ومسؤولية الأصول. أسلوب الميزانية العمومية هو جانب آخر شائع الاستخدام لإدارة الضمانات، ويستخدم لزيادة موارد البنك إلى أقصى حد، وضمان احترام قواعد تغطية مسؤولية الأصول، والسعي إلى الحصول على المزيد من رأس المال من إقراض الأصول الزائدة. العديد من الفئات الفرعية مثل: المضاربات الجانبية، ضمانات الاستعانة بمصادر خارجية، واتفاقات إعادة الشراء الثلاثية الأطراف، وتقييم مخاطر الائتمان، ليست سوى بضع وظائف يجرى تناولها في إدارة الضمانات.

### الأطراف المعنية
تشمل إدارة الضمانات أطرافًا متعددة:
- فريق إدارة الضمانات: يحسب تقييمات الضمانات، ويسلم الضمانات ويتلقاها، ويحافظ على البيانات ذات الصلة، ويتعامل مع مبالغ الاكتتاب الاحتياطية، ويتواصل مع الأطراف الأخرى في سلسلة الضمانات.
- فريق تحليل الائتمان: يحدد ويوافق على متطلبات الضمان للأطراف الأخرى الجديدة والحالية.
- مكتب الاستقبال: يؤسس علاقات تجارية وجلسات للحسابات الجديدة.
- المكتب الأوسط
- الإدارة القانونية
- إدارة التقييم
- المحاسبة والمالية
- مقدمو خدمات الطرف الثالث

### أسس تعاملات الضمان
بمجرد أن يُحدد عميل جديد من قبل قسم المبيعات، يُجرى تحليل ائتماني أساسي لهذا العميل من قبل فريق تحليل الائتمان. ولن يسمح إلا للعملاء المستحقين الائتمان بالتداول على أساس غير مضمون. وفي الخطوة التالية تتفاوض الأطراف وتتوصل إلى الاتفاق المناسب. وفي المراكز التجارية الرئيسية في العالم، تستخدم الأطراف المقابلة في الغالب معايير مرفق دعم ائتمانات لضمان وجود عقود واضحة وفعالة قبل بدء المعاملات. وفي ما يلي النقاط الهامة في اتفاق الضمان الذي يتعين تغطيته:
- العملة الأساسية
- نوعية الاتفاق
- القياس الكمي للمعايير مثل المبلغ المستقل والحد الأدنى لمبلغ التحويل والمداورة.
- الضمانات المناسبة التي قد يُقدمها كل طرف للآخر
- القياس الكمي للخصومات التي تعمل على اسقاط قيمة أشكال مختلفة من الضمان مع تقلب الأسعار.
- التوقيتات المتعلقة بتسليم الضمان (تواتر مبالغ الاكتتاب، وقت الإخطار، فترات التسليم)
- أسعار الفائدة المستحقة للضمان النقدي.[12]

ثم تؤسس فرق الضمان من الجانبين علاقة الضمان. تُرسل التفاصيل الرئيسية وتدخلها في نظام الضمان. ويمكن نشر بعض الضمانات الأولية لتمكين الأطراف المقابلة من التداول على الفور في نطاق ضيق. وبمجرد إنشاء الحساب بالكامل، يمكن للأطراف المقابلة أن تتداول بحرية.

### مسار عمليات إدارة الضمان
مهمة إدارة الضمان كبيرة ومعقدة. وتشمل الإجراءات اليومية:
- إدارة حركات الضمانات: تسجل تفاصيل العلاقة الضمانية في نظام إدارة الضمان، ورصد تعرض العميل والضمانات المستلمة أو المقدمة في السوق المتفق عليها، والدعوة إلى الاكتتاب حسب الاقتضاء، وتحويل الضمان إلى الطرف المقابل بمجرد إجراء اكتتاب ناجح، التحقق من الضمانات التي ستستلم للحصول على الأهلية، وإعادة استخدام الضمانات الإضافية وفقاً للمبادئ التوجيهية للسياسة العامة، والتعامل مع الخلافات والمنازعات بشأن حسابات المخاطر وتقييمات الضمانات، للتوفيق بين حافظة المعاملات.
- الكفالة والمقاصّة والتسوية
- التقييمات: لتقييم جميع الأوراق المالية والأوضاع النقدية المحتفظ بها وتقديمها كضمان. يمكن إجراء التقييمات على أساس تداولي يومي أو بعد انتهاء التداول اليومي.
- مبالغ الاكتتاب: لإعلام وتتبع وتقرير مبالغ الاكتتاب.
- البدائل: للتعامل مع طلبات بدائل الضمان لكافة الأطراف. على سبيل المثال، قد يود أحد الأطراف في استبدال أحد أشكال الضمانات بآخر.
- المعالجة: الدفع عن طريق قسائم فور استلامها لمقدمي الضمانات، ودفع الفوائد على الضمانات نقدية ومراقبة استلامها.[5][13]

### المزايا والعيوب
تشمل مزايا وعيوب الضمان ما يلي:
مزايا الضمان:
- تقليل مخاطر الائتمان
- مدخرات رأس المال: يؤدي تخفيض الخطر الائتماني للطرف المقابل إلى تخفيض رأس المال اللازم للتجارة. (انظر مخاطر الائتمان، حماية الميزانية العمومية، المعايير الدولية البنكية، تقنين نظام التأمين).
- التنويع
- تعزيز السيولة
- أرباح أكثر
- كفاءة تداول أعلى

عيوب الضمان:
- زيادة المخاطر التشغيلية.
- مخاطر قانونية.
- مخاطر التركيز.
- مخاطر التسوية.
- مخاطر التقييم.
- زيادة المخاطر السوقية.
- زيادة النفقات العامة.
- انخفاض نشاط التداول.